# Václav Klička
Václav Klička (20. listopadu 1925, Čeremchovo – 1994, Česko) byl český spisovatel a překladatel. Do roku 1974 publikoval jen rusky pod pseudonymem Alexandr Lomm.

## Životopis
Václav Klička se narodil českému otci Josefu Kličkovi (bývalému legionáři) a ruské matce v Sovětském svazu v Irkutské oblasti poblíž jezera Bajkal. Roku 1937 byl jeho otec Josef Klička sovětskými úřady zatčen pro podezření ze špionáže a Václav Klička, jako dvanáctiletý chlapec, byl spolu s matkou a sourozenci vyhoštěn do Československa. Zde vystudoval Ruské gymnázium. Když dospěl, tak vzhledem k politickému "škraloupu", který zdědil po otci, mu úřady v ČSSR znemožnily uplatnit se v jakémkoli zaměstnání, které by odpovídalo jeho vzdělání a schopnostem. Nakonec mu nezbylo, než pracovat v dolech. Po pracovním úrazu se stal invalidním důchodcem a začal se živit jako překladatel. Později od šedesátých let i jako spisovatel. V letech 1959–1974 psal a publikoval převážně díla vědeckofantastické literatury v ruském jazyce pod pseudonymem Alexandr Lomm (Александр Ломм). Později některá svá díla přeložil do českého jazyka a publikoval je v ČSSR pod svým vlastním jménem.

## Dílo

### Rusky
- Случай с зеркалом (1959, Případ se zrcadlem), povídka.
- «Преступление» доктора Эллиотта (1961, Zločin doktora Elliota), sci-fi novela odehrávající se v USA mezi kapitalisty a gangstery.
- В темном городе (1964, V temném městě), příběh z odboje z druhé světové války.
- Муравьиный царь (1965, Mravenčí král), sci-fi novela o vytvoření robota velikosti mravence.
- Ночной Орел (1965, Noční orel), sci-fi román odehrávající se za druhé světové války na Ostravsku, jehož hrdinou je sovětský výsadkář, kterému se při seskoku porouchá padák a on objeví, že má schopnost létat, což pak využívá při partyzánském boji s nacisty.
- Скафандр Агасфера (1966, Ahasvérův skafandr), sci-fi povídka.
- Исполин над бездной (1967, Obr nad propastí), sci-fi román.
- Ночной Орел (1973, Noční orel), sbírka sci-fi příběhů. Obsahuje román Ночной Орел (Noční orel) a povídky В темном городе (V temném městě), Удивительные превращения Дика Мюррея (Pozoruhodná přeměna Dicka Murrayho), Черти в кузнице (Čerti v kovárně), Последней умирает собака (Poslední umírá pes), Конец короля крокодилов (Konec krále krokodýlů) a Скафандр Агасфера (Ahasvérův skafandr)
- Дрион покидает Землю (1974, Drion opouští zemi), sci-fi román, poslední dílo, které autor napsal v ruštině a zároveň první, které napsal česky. V románu přistávají na Zemi mimozemšťané, kteří ve vesmíru pátrají po planetách postižených nebezpečnou chorobou guolou, která se projevuje tím, že civilizace na planetě je nucena vést války.

### Česky
- Zrozený bez matky, povídka, noviny Práce 1980.
- Zkrocení ďábla, povídka, noviny Mladá fronta 1980.
- Mikojové, povídka, noviny Mladá fronta 1980.
- Noční orel, Albatros, Praha 1981, přeložila Olga Ptáčková-Macháčková.
- Drion opouští Zemi, Albatros, Praha 1983.
- Ve jménu Metanoona, Albatros, Praha 1986, sci-fi román, ve kterém se kybernetický mravenec vymkne svým tvůrcům z rukou, dostane se na svobodu, ujme se vlády nad všemi mravenci světa a nakonec donutí lidstvo k odzbrojení.
- Keep Smiling, povídka, fanzin Trifid 1987/Epsilon.
- Smrt číhá u klavíru, Naše vojsko, Praha 1992, detektivní román s fantastickým námětem, ve kterém policie vyšetřuje záhadné vraždy a nakonec se ukáže, že je za nimi skladatel Leoš Lorn, jehož hudba vyvolává nutkání k vraždě.